# Lebadea
Lebadea o Lebaida (en grec antic Λεβάδεια) era una ciutat de Beòcia a la part occidental del país prop de la frontera, que Estrabó situa entre el mont Helicó i Queronea. Diu que es trobava als peus d'un precipici, allà on l'Helicó acaba abruptament.
Pausànies diu que a l'altura de damunt de Lebadea havia estat fundada la ciutat de Midea (Μίδεια), que Homer menciona al "Catàleg de les naus" a la Ilíada. Els habitants de la qual es van traslladar a la plana i van fundar Lebadea. Estrabó diu que les ciutats de Midea i Arne van quedar submergides a les aigües del llac Copais. La ciutat va guanyar importància perquè tenia l'oracle de Trofoni, fundat pel beoci Saó. L'oracle va ser consultat tant per Cresos com per Mardoni, segons Heròdot i es consultava encara en temps de Plutarc, quan ja no quedaven més oracles per ser consultats a Beòcia.
El mateix Pausànies va consultar l'oracle, i per la manera com parla de la ciutat era encara un lloc important. Un riu la separava del bosc sagrat de Trofoni, on hi ha l'oracle dins d'una gruta, i prop d'allí la tomba d'Arcesilau, mort per Hèctor a la guerra de Troia i portat fins allí per Leitos.
Malgrat la santedat de l'oracle, Lebadea no va escapar als estralls de la guerra. A la Tercera Guerra Macedònica contra Perseu de Macedònia, va estar al costat de Roma mentre Tebes, Haliartos i Coronea eren partidàries de Macedònia. La ciutat va ser saquejada dos cops, una vegada per Lisandre, i després per Arquelau, general de Mitridates VI Eupator.
Sota dominació turca va ser la capital d'un sandjak. És la moderna Levàdia (Livadhía).